# Negros y mulatos en Chiapas
La población de origen africano (Negros y mulatos) estuvo presente en Chiapas desde los primeros momentos de la conquista. Llegó con las huestes de los conquistadores como soldados y como sirvientes. Su ingreso masivo respondió a la necesidad de mano de obra, por la alta mortandad que sufrieron los indios. Los esclavos provenían de África, las Antillas y Europa. Al llegar a los puertos de desembarque, se les inscribía como ladinos y bozales. Los primeros hablaban español y estaban evangelizados; los segundos desconocían esta lengua y por lo general venían directamente de África. Fueron propiedad tanto de civiles como de eclesiásticos. Estuvieron en el campo y la ciudad, en el servicio doméstico, plantaciones de azúcar, de cacao y añil, así como en la ganadería.  También formaron parte de las milicias. 

## El arribo: ingreso e importación de esclavos negros en Chiapas
El primer negro en llegar a tierras chiapanecas fue un artillero que en 1524 acompañaba al capitán Luis Marín en su empresa de conquista. Sin embargo, la importación masiva de la población negra comenzó cuando la Corona española permitió a particulares utilizar esclavos con el argumento de aminorar el trabajo de los indios. El fray dominico Bartolomé de las Casas fue uno de los que apoyó y promovió que se autorizara el permiso de importar negros con la intención de liberar de la esclavitud a los indios. La propuesta de Las Casas surtió efecto tras la promulgación de las Leyes Nuevas -1542- que ordenaban que no se esclavizara a los indios. La presencia de los africanos no mejoró las condiciones de maltrato y de explotación de la población india, por lo que fray Bartolomé terminó por arrepentirse de la decisión de promover su ingreso.  La situación no se podía remediar. Incluso la orden de los dominicos, que poseía grandes extensiones de tierras dedicadas al cultivo de azúcar, importó muchos esclavos negros para trabajarlas. 
A los obispos también se les concedió permiso para ingresar a Chiapas esclavos negros para su servicio persona. En 1538 el obispo fray Juan de Ortega llegó a la región con tres esclavos. Al propio fray Bartolomé de las Casas, se le autorizó en 1544 ingresar con cuatro. En 1710 el obispo Juan Bautista Álvarez Toledo contaba entre sus posesiones con varios esclavos negros. Los frailes dominicos Tomas de Casillas (1552-1568) y Andrés de Ubilla (1592-1602) así como el agustino Juan de Zapata (1615-1621), también tenían esclavos.
Autoridades civiles igual fueron propietarios de esclavos. Entre ellos se encontraban los alcaldes mayores Fernando de Aguilar y Gabriel de Laguna, los oficiales Joseph de Velasco, Juan de Valtierra, Cristóbal Grimón, el escribano Juan Macal de Meneses y los capitanes Melchor de Solórzano, Cristóbal de Velazco Bonifaz y Juan de la Tobilla.

## Actividades Laborales: agricultura, ganadería y ejército
En el siglo XVI los primeros esclavos que llegaron a Chiapas fueron empleados en el servicio doméstico.  Eran ladinos, es decir, hablaban español y estaban evangelizados. Las mujeres se desempeñaban como cocineras, nodrizas y amas de llaves. Los varones como sirvientes y mayordomos. Se encontraban en Ciudad Real, sede de la alcaldía mayor y del obispado de Chiapas.  Pronto la necesidad de mano de obra y la prohibición de esclavizar a los indios provocó que la importación de esclavos aumentara y se ocuparan en plantaciones de azúcar, cacao y añil, así como en la ganadería. La mayoría eran negros bozales, esto es, traídos directamente de África que desconocían el español. 
En el siglo XVII, el cacao entró en crisis provocando un aumentó en la producción de añil y de caña de azúcar. Lo que incitará a los productores civiles, sobre todo religiosos a pedir licencias a la Corona española para ingresar más negros esclavos que junto con sus descendientes se encargarían de las labores del campo: cultivo y recolección. A principios del siglo XVIII se volvió a sentir la necesidad de mano de obra negra por la bonanza en la producción del añil. Esta vez los esclavos llegaron de Guatemala. Aun así la población india continuó representando casi la totalidad en el trabajo agrícola.
En las haciendas y zonas ganaderas como las del Soconusco, los negros y mulatos se desempeñaban como arrieros, capataces, caporales y vaqueros. En esta zona, el grueso de los trabajadores estaba conformado por mulatos libres, de ahí que la ganadería se haya considerado como la actividad principal económica de negros y mulatos.
Los descendientes de africanos también se emplearon en las milicias. A principios del siglo XVII se  formaron compañías compuestas por pardos y morenos tanto en las ciudades como en los puertos. En las costas se encargaban de vigilar y evitar que los piratas entraran a tierras chiapanecas.  En las ciudades su trabajo consistía en proteger a las autoridades y mantener el orden. Ciudad Real en 1672 contaba con una milicia conformada por 131 mulatos, para 1683 se incrementó su número a 200 “mulatos libres”.   En el siglo XVIII, las milicias seguían presentes, pues en la rebelión de los zendales de 1712 pelearon milicianos mulatos.

## Distribución espacial: Provincia de Chiapas y gobernación del Soconusco
El censo de 1611 informa que la población negra se encontraba en Ciudad Real, Chiapa de los Indios, Comitán, Copanaguastla y en la gobernación del Soconusco. A mediados del siglo XVII,  en Chiapas había 224 negros y 1,330 afrodescendientes.
Los censos de 1759 y 1778 brindan mayor información de los lugares de asentamiento de negros y sus descendientes. El primero revela que en 23 de los 40 curatos se registró esta población y fueron: Ciudad Real (878 mulatos), Chiapa (407), Cintalapa (369), San Bartolomé de los Llanos (344 mulatos y 3 negros), Comitán (215 mulatos y 14 negros), Socoltenango (196 mulatos y 2 negros), Tuxtla (142 mulatos 1 negro), Solosuchiapa (144), Ixtapangajoya (121), Tumbalá (108 mulatos y 11 negros), Acala (88), Zapaluta, (46 mulatos y 14 negros, Tecpatán (53), Soyatitán (40 mulatos y 1 negro), Copainalá (35), Amatenango (26 mulatos),Ocosingo (24), Tila (24), Asunción Huitiupán (14), Yajalón (12), Ocozocoautla (5), Quechula (3) y Chapultenango (1).
Mientras que en el censo de 1778 aparecen en 21 de los 42 curatos. Tonalá (2315), Ciudad Real (830), Cintalapa (514), Tuxtla (468), Ixtacomitan (419), Chiapa (370), San Bartolomé y Valle de Custepeque (299), Escuintla (277), Copainalá (178), Acala (150), Socoltenango (148), Comitán (149), Tusta, (148), Ayutla (126), Soyatitan (80), Ocosingo (79), Chiquimuzelo (36), Magdalenas (24), Totolapa (21), Teopisca (16) y Huitiupan (11). En el curato de Tumbalá ya no se registra presencia negra, así como tampoco en el de  Ocozocoautla.
En ambos censos el mayor número de negros y mulatos se encontraba en Ciudad Real, le seguían Chiapa y Cintalapa. En estos lugares vivían los trabajadores domésticos, las milicias y población libre, otra parte de la población se localizaba en las haciendas de la región (muchas propiedad de los frailes dominicos). Fue en la gobernación del Soconusco, en particular el curato de Tonalá  y Escuintla, que comprende Pijijiapan y Mazatepec, donde se asentó la mayoría de la población negra. En esta zona en el censo de 1778 representaban el 61 por ciento de los habitantes. El porcentaje respondió a que ahí estaban ubicadas las haciendas ganaderas y las plantaciones de azúcar y añil. El grueso de los trabajadores eran negros y mulatos libres. 
La población negra entre 1759 y 1778 se duplicó, en el primer censo en total eran  3,341 negros y mulatos y veinte años después había 6, 318 afrodescendientes. La mayoría libres. Cabe recordar que la esclavitud se transmitía por vientre materno y al descender el porcentaje de mujeres esclavas disminuyó la cantidad de esclavizados. Habrá que agregar  que los diversos ámbitos de la económica chiapaneca los cubrían los indios, la población libre y los ladinos, así que la mano de obra esclava ya no era necesaria. Esta disminuyó rápidamente en las postrimerías de la época virreinal. 
La presencia visible de mulatos continuará en Cintalapa, Palenque, Chiapa, San Bartolomé e Ixtacomitán hasta las primeras décadas del siglo XIX.

## Aportes culturales: música, comida y tradiciones
Entre los aportes culturales de negros y mulatos se encuentra la marimba, instrumento musical representativo de Chiapas.  Así como la taberna, bebida que se consume entre los habitantes de la Frailesca y el Valle de Jiquipilas; y en la repostería, a partir del coco, que se hace particularmente en San Cristóbal de las Casas.
Los negros y sus descendientes también aparecen en leyendas populares  como el  sombrerón  “un negro que espanta en los caminos, cubierto de un sombrero de vara y media de diámetro”,  y en rituales indígenas como los carnavales de  Chenalhó, Chamula y Zinacantán, donde el negro es la representación del mal, encarna al soldado español, al turco, al moro, al judío y al Demonio.
En la arquitectura, la Iglesia de San Nicolás en el centro de San Cristóbal de Las Casas fue construida para una cofradía de negros y mulatos. En esta se veneraba la imagen de Nuestra Señora de la Encarnación.